# Мілвіль (Вісконсин)
Мілвіль (англ. Millville) — місто (англ. town) в США, в окрузі Грант штату Вісконсин. Населення — 127 осіб (2020).

## Географія
Мілвіль розташоване на півдні штату Вісконсин та розташовується за координатами 43°1′53″ пн. ш. 90°55′47″ зх. д. / 43.03139° пн. ш. 90.92972° зх. д.; середнє піднесення над рівнем моря — 213 м. Згідно Бюро перепису населення США, загальна площа міста становить 56,3 км, з яких водна поверхня займає 3,45 % та становить 1,9 км².

## Демографія
Згідно з переписом 2010 року, у місті мешкало 166 осіб у 66 домогосподарствах у складі 52 родин. Було 99 помешкань
Расовий склад населення:
| - 97,0 % — білих - 1,2 % — корінних американців |

До двох чи більше рас належало 1,2 %. Частка іспаномовних становила 1,2 % від усіх жителів.
За віковим діапазоном населення розподілялося таким чином: 20,5 % — особи молодші 18 років, 63,2 % — особи у віці 18—64 років, 16,3 % — особи у віці 65 років та старші. Медіана віку мешканця становила 46,0 року. На 100 осіб жіночої статі у місті припадало 100,0 чоловіків; на 100 жінок у віці від 18 років та старших — 120,0 чоловіків також старших 18 років.
Середній дохід на одне домашнє господарство становив 71 439 доларів США (медіана — 61 250), а середній дохід на одну сім'ю — 76 475 доларів (медіана — 72 500). Медіана доходів становила 46 250 доларів для чоловіків та 31 429 доларів для жінок. За межею бідності перебувало 4,9 % осіб, у тому числі 0,0 % дітей у віці до 18 років та 6,3 % осіб у віці 65 років та старших.
Цивільне працевлаштоване населення становило 85 осіб. Основні галузі зайнятості: роздрібна торгівля — 28,2 %, виробництво — 21,2 %, освіта, охорона здоров'я та соціальна допомога — 17,6 %, науковці, спеціалісти, менеджери — 15,3 %.

## Відомі особистості
У Мілвілі народився письменник-фантаст Кліффорд Сімак, який неодноразово використовував рідне селище як місце дії своїх творів, таких як «Транзитна станція» та «Всяке тіло — трава».